# クラッチバッグ

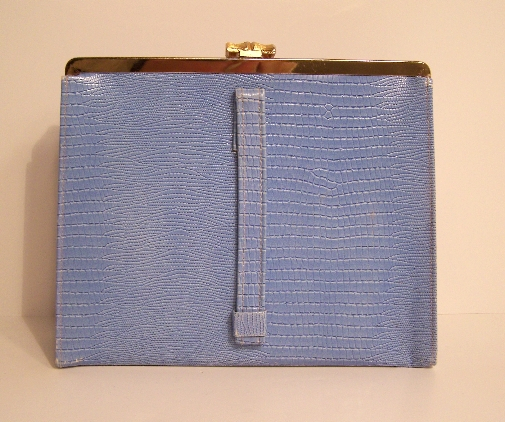

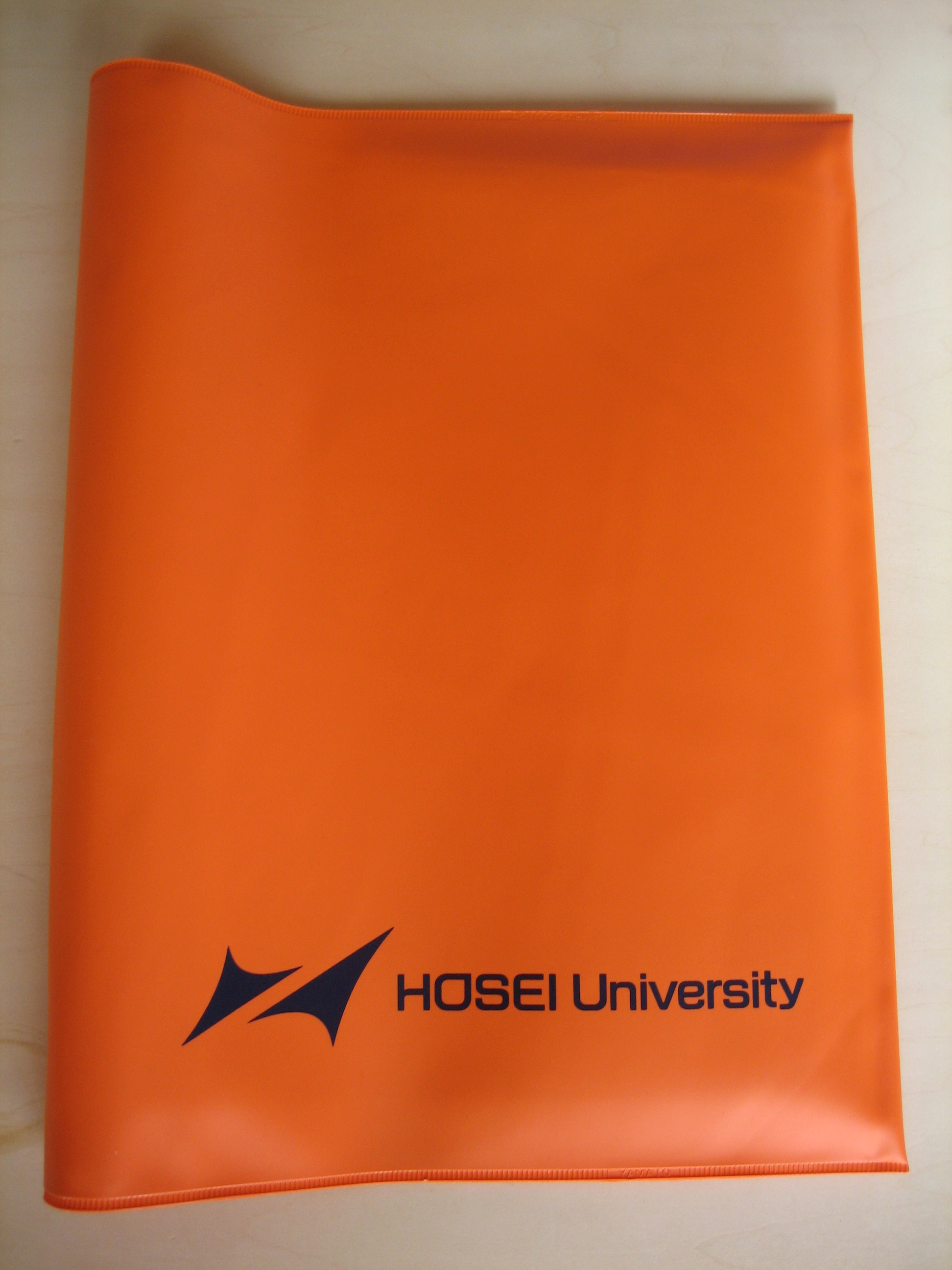
法政大学が販売するオリジナルクラッチバッグのロゴ部分。
法政大学のスクールカラーであるオレンジとネイビーのもの。このように大学で発売するものにはスクールカラーをイメージして作成されるものが多い。

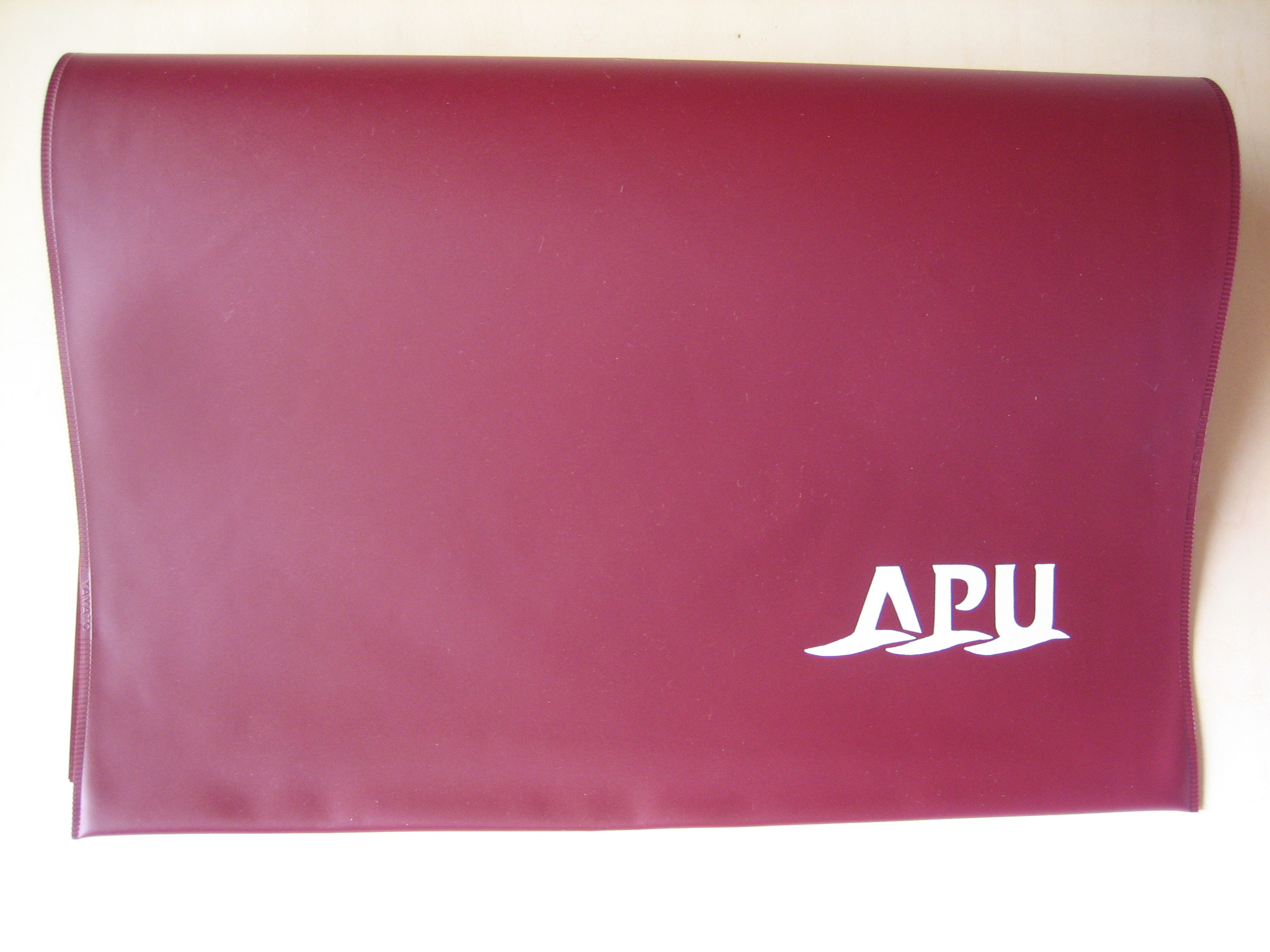
立命館アジア太平洋大学で販売されるオリジナルクラッチバッグ。

クラッチバッグ（英: clutch bag）とは、肩ひものついていない小型のハンドバッグのこと。トートバッグなど大きいハンドバッグの中に入れて持ち運ぶ事もあるため、セカンドバッグとも呼ぶ。
持ち手が付いていないので、抱え込んだり、握り込む様にして持つ。アクセサリー的な意味も含めて、女性が持つことが多いが、これは女性の礼装（ドレス）にはポケットが付いていない事がほとんどのため。最低限の化粧品（一般には口紅とファンデーション）やハンカチなどを入れて携帯する。
1990年代から日本でビジネスマンがクラッチバッグを携行することが流行し、お笑いコンビ「アンタッチャブル」の山崎弘也はビジネスマンを表現する小道具としてクラッチバッグを携行している。

## 大学オリジナルクラッチバッグ
一部の大学生の間においては、ビニールでできた袋のこともクラッチバッグと呼んでいる。教科書や筆記用具を入れ、二つ折りにして、抱え込むように持って使う。大学名などがスクールカラー地に印刷されたものがオリジナルグッズとして、売店や大学生協で販売されており、関東を中心に普及している。価格は500円から600円ほどのものが多い。地方によって違いがあることも含め、現代において大学の文化の一つとなっている。
大学生のクラッチバッグは、昭和55年から今日までヤマト通商有限会社が作成し、全国の大学で販売され、認識度も高くメディアとしての広告効果が確立されている。